# Малая Старинка
Малая Старинка — деревня в Татарском районе Новосибирской области. Входит в состав Николаевского сельсовета.

## География
Площадь деревни — 267 гектаров.

## Население
| 2002 | 2007 | 2010 |
| ---- | ---- | ---- |
| 191  | ↗202 | ↘172 |

## Инфраструктура
В деревне по данным на 2007 год функционируют 1 учреждение здравоохранения и 1 учреждение образования.